# Caldo maestro
El caldo maestro (en chino, 卤水) es aquel caldo que se reutiliza repetidamente para escalfar o brasear carnes. Tiene su origen en la cocina china, y se usa típicamente en las gastronomías cantones y de Fujian.

## Composición
La base de un caldo maestro se hace con ingredientes chinos típicos, concretamente agua, salsa de soja, azúcar piedra, ajo y jengibre. También suelen añadirse diversas otras especias y condimentos, como cebolleta, chalota, anís estrellado, piel seca de cítrico, corteza de cassia, galanga mayor, vino de arroz chino, pimienta de Sichuan y hongos secos.

## Uso
Cuando se ha preparado el caldo base, se emplea como líquido para escalfar o brasear carnes. La de pollo es la más frecuente, aunque también se usan a menudo las de paloma, pato, codorniz y cerdo.
El rasgo característico de un caldo maestro respecto a otros caldos es que tras el uso inicial no se descarta o se aprovecha para hacer una sopa o salsa, sino que se almacena y se reutiliza más adelante como caldo para otros braseados. En cada uso la carne y demás ingredientes absorben el sabor del caldo al tiempo que ceden el suyo propio a éste. Así, con el tiempo, el caldo acumula sabores, haciéndose más rico y complejo con cada cocción, de forma que las siguientes carnes escalfadas lo absorben a su vez.
En teoría, un caldo maestro puede mantenerse indefinidamente si se toman las medidas adecuadas para evitar que se estropee. En China se habla de caldos maestros que tienen cientos de años, habiendo pasado de unas generaciones de cocineros a otras.

## Seguridad
Tras su uso, si el caldo maestro no va a reutilizarse inmediatamente, suele hervirse, espumarse, colarse y enfriarse rápidamente matar cualquier microorganismo que pueda haber en él. La proliferación de microbios en el caldo puede echar a perder su sabor o suponer un riesgo para la salud. El caldo se refrigera o congela entonces hasta que el siguiente uso. Los caldos refrigerados pueden conservarse hasta tres días, mientras los congelados aguantan hasta un mes. Si el caldo quiere conservarse más tiempo deben hervirse antes de volver a almacenarse.